# Dead Rising: Watchtower
Dead Rising: Watchtower és una pel·lícula d'acció de zombis nord-americana de 2015 dirigida per Zach Lipovsky, produïda per Tomas Harlan i Tim Carter, i escrita per Tim Carter. La pel·lícula és protagonitzada per Jesse Metcalfe, Dennis Haysbert, Virginia Madsen, Meghan Ory, Keegan Connor Tracy i Rob Riggle. Es basa en el videojoc del mateix nom.

## Repartiment
Els principals protagonistes de la pel·lícula són:
- Jesse Metcalfe és Chase Carter
- Meghan Ory és Crystal O'Rourke
- Virginia Madsen és Maggie
- Keegan Connor Tracy és Jordan Blair
- Aleks Paunovic és Logan
- Dennis Haysbert és el General Lyons
- Gary Jones és Norton
- Carrie Genzel és Susan Collier
- Rob Riggle és Frank West. Un fotògraf i antic supervivent del brot comercial Willamette Mall. El personatge havia aparegut prèviament dins dels jocs, Frank és el principal protagonista de Dead Rising 1 i 4, Dead Rising 2: Case West i Dead Rising 2: Off the Record.
- Reese Alexander és Shearson
- Harley Morenstein és Pyro
- Julia Benson és Amy
- Peter Benson és Bruce
- C. Ernst Harth és el Zombie Bonzo
- Patrick Sabongui és el Doctor Hippie Zombrex

## Argument
El món està infectat de zombis i un grup de supervivents intenta fer-li front però abans ha de trobar l'origen de la infecció. Malgrat tot, no s'imaginaven que el govern podia estar darrere de tot això.